# Stavby landskommun
Stavby landskommun var tidigare en kommun i Uppsala län.

## Administrativ historik
Den 1 januari 1863, när kommunalförordningarna började tillämpas, skapades över hela riket cirka 2 500 kommuner, varav 89 städer, 8 köpingar och resten landskommuner.
Då inrättades i Stavby socken i Olands härad i Uppland denna kommun.
1952 genomfördes den första av 1900-talets två genomgripande kommunreformer i Sverige. Stavby uppgick då i Olands landskommun som 1974 upplöstes då detta område fördes till Uppsala kommun.

## Politik

### Mandatfördelning i Stavby landskommun 1938-1946
| 4 | 5 | 11 |

| 20 |

| 7 | 13 |

| 20 |

| 8 | 12 |

| 20 |